# جون كلاي
جون كلاي (25 أكتوبر 1924 في المملكة المتحدة - 11 فبراير 2011)  (بالإنجليزية: John Clay)‏ هو لاعب كريكت بريطاني وبريطاني (وحمل سابقاً جنسية المملكة المتحدة لبريطانيا العظمى وأيرلندا).

## وصلات خارجية
- جون كلاي على موقع إي آس بي آن كريك إنفو (الإنجليزية)